# Bureakî, Berdîciv
Bureakî (în ucraineană Буряківська сільська рада) este o comună în raionul Berdîciv, regiunea Jîtomîr, Ucraina, formată numai din satul de reședință.

## Demografie
Componența lingvistică a satului Bureakî
     Ucraineană (98,4%)
     Rusă (1,6%)
Conform recensământului din 2001, majoritatea populației satului Bureakî era vorbitoare de ucraineană (98,4%), existând în minoritate și vorbitori de rusă (1,6%).